# Keiji Fukuda (médico)
Keiji Fukuda es un médico que ostentó desde septiembre de 2010 a noviembre de 2016 el cargo de Subdirector General de Seguridad Sanitaria y Medio Ambiente en la Organización Mundial de la Salud, organismo al que se incorporó en 2005 y donde desempeñó previamente el cargo de Coordinador del Programa Mundial de la Gripe entre los años 2006 a 2008, siendo nombrado posteriormente director del mismo programa. Desde 2017 tiene el cargo de Director en la Escuela de Salud Pública de la Universidad de Hong Kong. El doctor Fukuda obtuvo su título de medicina en la Universidad de Vermont.

## Publicaciones
- Avian influenza A (H5N1) virus and 2 fundamental questions. Briand S, Fukuda K. J Infect Dis. 2009 Jun 15;199(12):1717-9. (en inglés)
- The pandemic influenza vaccine challenge. Kieny MP, Fukuda K. Vaccine. 2008 Sep 12;26 Suppl 4:D3-4. (en inglés)
- WHO Rapid Advice Guidelines for pharmacological management of sporadic human infection with avian influenza A (H5N1) virus Schünemann HJ, Hill SR, Kakad M, Bellamy R, Uyeki TM, Hayden FG, Yazdanpanah Y, Beigel J, Chotpitayasunondh T, Del Mar C, Farrar J, Tran TH, Ozbay B, Sugaya N, Fukuda K, Shindo N, Stockman L, Vist GE, Croisier A, Nagjdaliyev A, Roth C, Thomson G, Zucker H, Oxman AD; WHO Rapid Advice Guideline Panel on Avian Influenza. Lancet Infect Dis. 2007 Jan;7(1):21-31. Review. (en inglés)
- Health benefits, risks, and cost-effectiveness of influenza vaccination of children. Prosser LA, Bridges CB, Uyeki TM, Hinrichsen VL, Meltzer MI, Molinari NA, Schwartz B, Thompson WW, Fukuda K, Lieu TA. Emerg Infect Dis. 2006 Oct;12(10):1548-58. (en inglés)
- Different approaches to influenza vaccination. Fukuda K, Kieny MP.N Engl J Med. 2006 Dec 14;355(24):2586-7. (en inglés)
- Influenza-associated deaths among children in the United States, 2003-2004. Bhat N, Wright JG, Broder KR, Murray EL, Greenberg ME, Glover MJ, Likos AM, Posey DL, Klimov A, Lindstrom SE, Balish A, Medina MJ, Wallis TR, Guarner J, Paddock CD, Shieh WJ, Zaki SR, Sejvar JJ, Shay DK, Harper SA, Cox NJ, Fukuda K, Uyeki TM; Influenza Special Investigations Team. N Engl J Med. 2005 Dec 15;353(24):2559-67. (en inglés)
- Influenza vaccination among the elderly in the United States. Thompson WW, Shay DK, Weintraub E, Brammer L, Cox NJ, Fukuda K. Arch Intern Med. 2005 Sep 26;165(17):2038-9; author reply 2039-40 (en inglés)
- Prevention and control of influenza. Recommendations of the Advisory Committee on Immunization Practices (ACIP). Harper SA, Fukuda K, Uyeki TM, Cox NJ, Bridges CB; Advisory Committee on Immunization Practices (ACIP), Centers for Disease Control and Prevention (CDC). MMWR Recomm Rep. 2005 Jul 29;54(RR-8):1-40. Erratum in: MMWR Morb Mortal Wkly Rep. 2005 Aug 5;54(30):750. (en inglés)
- Values for preventing influenza-related morbidity and vaccine adverse events in children. Prosser LA, Bridges CB, Uyeki TM, Rêgo VH, Ray GT, Meltzer MI, Schwartz B, Thompson WW, Fukuda K, Lieu TA. Health Qual Life Outcomes. 2005 Mar 21;3:18. (en inglés)
- An economic analysis of annual influenza vaccination of children. Meltzer MI, Neuzil KM, Griffin MR, Fukuda K. Vaccine. 2005 Jan 11;23(8):1004-14. (en inglés)
- Prevention and control of influenza: recommendations of the Advisory Committee on Immunization Practices (ACIP). Bridges CB, Winquist AG, Fukuda K, Cox NJ, Singleton JA, Strikas RA; Advisory Committee on Immunization Practices. MMWR Recomm Rep. 2000 Apr 14;49(RR-3):1-38; quiz CE1-7. (en inglés)